# Zračno dvigalo
Zračno dvigalo ali leteče dvigalo (ang. SkyCrane ali Aerial Crane) je oznaka za helikopterje, ki so sposobni dvigniti in premeščati težke tovore. Uporablja se jih ko ni na voljo drugih načinov ali pa bili drugi načini predragi ali prepočasni. Velikokrat so edina opcija na odmaknjenih lokacijah. Prvič so jih začeli uporabljati v 1950ih, razširili so se v 1960ih. Uporablja se jih tudi za gozdarstvo v odmaknjenih gozdovih Kanade, kjer ni možna gradnja cest.
Prvi helikopterji v uporabi so bili lahki Bell 47 s sorazmerno majhno kapaciteto. V 1960ih so jih zamenjali močnejši Sikorsky S-58, ki so v uporabi še danes. V 1960ih se je pojavil tudi Bell 211 HueyTug, komercialna verzija znanega Bell UH-1 Iroquois "hirokeza".
Po Vietnamski vojni so postali na voljo težki komercialni helikopterji, ki so bili bazirani na vojaških, npr. verzije Boeing Vertol Model 107, Model 234, in so imeli večje sposobnosti kot vojaški predhodniki. Za najtežje tovore pa je bil posebej zasnovan S-64 Skycrane. Originalno je bil zasnovan za vojsko kot CH-54 Tarhe za reševanje sestreljenih letal in prevažanje artilerijskega orožja. Sestavljal ga je minimalni trup z dvema močnima 4000-konjskima motorjema. Lahko je dvignil 9 ton tovora.
Ruski dvorotorski prototip Mil V-12 je bil največji tovorni helikopter s kapaciteto 40 ton. Manjši enorotorski Mi-26 ima kapaciteto 20 ton tovora. 

## Posebej zasnovani helikopterji
- Kaman K-MAX
- Kamov Ka-26
- Kamov Ka-32K
- Kamov Ka-226
- Mil Mi-10
- Sikorsky CH-37 Mojave
- Sikorsky CH-54 Tarhe
- Sikorsky S-60 Seahawk
- Sikorsky S-64 Skycrane

## Drugi težki helikopterji
- Mil Mi-6
- Mil V-12
- Mil Mi-26
- Sikorsky CH-53E Super Stallion